# NGC 2026
NGC 2026 is een open sterrenhoop in het sterrenbeeld Stier. Het hemelobject werd op 5 december 1784 ontdekt door de Duits-Britse astronoom William Herschel.